# Viper (Six Flags Great America)
Viper in Six Flags Great America (Gurnee, Illinois) ist eine Holzachterbahn, die in Eigenregie des Parks hergestellt wurde und am 29. April 1995 eröffnet wurde. Sie ist auch die einzige Achterbahn, die jemals in Eigenregie von Six Flags errichtet wurde. Der Streckenverlauf orientiert sich an der Cyclone von Coney Island.
Die 1054 m lange Strecke erreicht eine Höhe von 30,5 m und besitzt eine Abfahrt von 24,4 m. Die Höchstgeschwindigkeit beträgt 80,5 km/h und die Bahn besitzt ein maximales Gefälle von 53°.

## Züge
Viper besitzt zwei Züge des Herstellers Philadelphia Toboggan Coasters mit jeweils fünf Wagen. In jedem Wagen können sechs Personen (drei Reihen à zwei Personen) Platz nehmen. Die Fahrgäste müssen mindestens 1,22 m groß sein, um mitfahren zu dürfen.